# مقياس رينجلمان

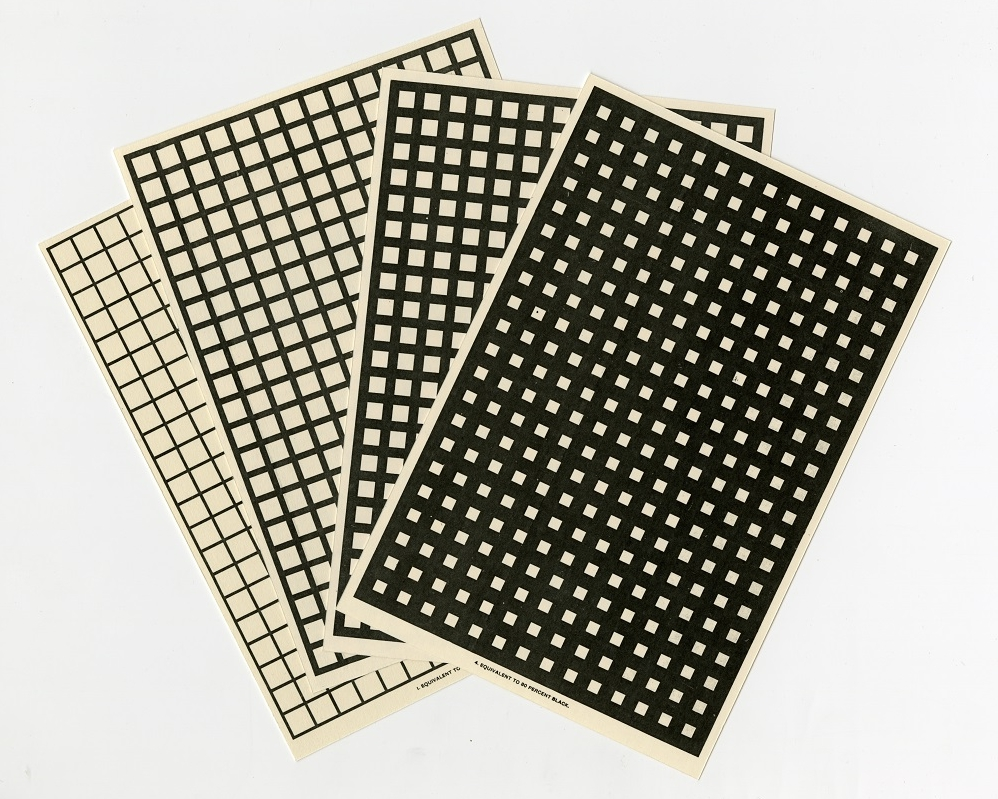
مخططات رينجلمان للدخان، 1897

مقياس رينجلمان (بالإنجليزية: Ringelmann scale)‏ هو مقياس لقياس الكثافة الظاهرية أو عتامة الدخان. طوّره الأستاذ الفرنسي في الهندسة الزراعية ماكس رينجلمان في محطة اختبار الآلات في وزارة الزراعة في باريس، والذي حدّد المقياس لأول مرة في عام 1888.
يتضمن المقياس خمسة مستويات من الكثافة تستنج من شبكة من الخطوط السوداء على سطح أبيض، والتي إذا شوهدت من مسافة بعيدة، تندمج في درجات معروفة من اللون الرمادي. تصنف الدرجة 1 عادة من قبل لجان تلوث الهواء على أنها مقبولة، وتتوافق مع شفافية بنسبة 20٪. وتتوافق الدرجات 2 و3 و4 و5 مع شفافيات بنسب 40٪ و60٪ و80٪ و100٪ (سوداء تماماً) وعادة ما تعتبر "دخان أسود" من قبل لجان تلوث الهواء في معظم البلدان.

## التاريخ
وفقًا للمقترح الذي عُرض في عام 1888، لم يكن هناك مخطط نهائي، بل قدَّم البروفيسور رينجلمان مواصفات لكيفية رسمها؛ حيث يُمثل مستوى الدخان "0" باللون الأبيض، وتُمثل المستويات من "1" إلى "4" بشبكات مربعة بأبعاد 10 مم مرسومة بخطوط عرضها 1 مم و2.3 مم و3.7 مم و5.5 مم، أما المستوى "5" فيمثل باللون الأسود بالكامل.
في عام 1897، كانت هناك بطاقات مطبوعة لمخططات دخان رينجلمان متاحة. ظهرت في الولايات المتحدة في مقال نُشر في مجلة إنجينيرنغ نيوز ريكورد في 11 نوفمبر 1897، مع تعليق بأن الكاتب تعلم عن مقياس رينجلمان في اتصال خاص من برايان دونكين في لندن. يُنسب المقال إلى ويليام كينت، ثم محرر مشارك في إنجينيرنغ نيوز ريكورد. دعا كينت بإصرار إلى استخدام مقياس رينجلمان (راجع. اقتصاد المراجل البخارية، 1901).
اقترح كنت في عام 1899 أن يُقبل مقياس رينجلمان كمقياس قياسي لكثافة الدخان في الكود القياسي لاختبار محطات الطاقة الذي كان يصاغ من الجمعية الأمريكية للمهندسين الميكانيكيين. وتم اعتماده لاحقاً من قبل الفرع التكنولوجي لمسح الولايات المتحدة الجيولوجي (الذي أصبح لاحقًا مكتب المناجم الأمريكي [الإنجليزية]) واستخدم لدراسة الاحتراق الخالي من الدخان في سانت لويس عام 1904. وبحلول عام 1908، كان الفرع التكنولوجي ينتج نسخاً من مخططات الدخان للتوزيع الداخلي والعام.:2بحلول عام 1910، قبلت الهيئة التشريعية في ولاية ماساتشوستس مع كتابة مرسوم الدخان لبوسطن، ماساتشوستس. لا يزال يستخدم من قبل ضباط إنفاذ القانون ومسؤولي الامتثال.

## الإصدارات والاستخدامات
أحد الإصدرات الشائعة هي التي نشرها مكتب المناجم الأمريكي في المنشور 8333 عام 1967. وفي الإصدار البريطاني المعياري عام 1969 (BS2742:1969) عُدلت مواصفات رينجلمان لتعطي مخططاً مشابهاً، على ورق حديث مع حبر حديث، للمظهر المحتمل للمخططات التي أنتجت على ورق أقدم وربما أغمق، بحبر فاتح. وقد استبدل هذ الإصدار بعد ذلك بالإصدار ذي الرقم (BS2742:2009). وتستخدم إدارة هونغ كونغ البحرية نسخة ذات أربعة مقاسات لفحص الدخان المنبعث من السفن.
البيانات المجمعة لها قيود محددة، فعتمة الدخان تعتمد على تركيز الجسيمات المعلقة في التدفق، وحجم الجسيمات، وعمق العمود الدخاني الذي يُشاهد، وشروط الإضاءة الطبيعية مثل اتجاه الشمس بالنسبة للمراقب، بينما دقة المخطط نفسه تعتمد على بياض الورق وسواد الحبر المستخدم.
عند الاستخدام، يشاهد المراقب العمود الدخاني في نقطة الكثافة الأعلى ويحدد الرقم رينجلمان المقابل. ويعتبر رينجلمان 0، 1، 2، 3، 4، و5 مكافئة لكثافة 0، 20، 40، 60، 80 و100 على التوالي. وبعض الجهات تصدر بطاقات يمكن مقارنتها بالدخان بينما تستخدم جهات أخرى تطبيقات على الهواتف المحمولة.